# Джейк и Блейк
„Джейк и Блейк“ е сериал (ситком) от Аржентина.
Разказва историята на двама близнаци, разделени при раждането, които след като се срещнат си разменят местата. Премиерата му в Южна Америка е на 7 декември 2009 г., а в България – на 16 август 2010 г. Филмът е създаден и продуциран от Крис Морена.

## История
Това е историята на двама близнаци тийнейджъри, разделени при раждането си, като всеки от тях не подозира за съществуването на другия. Съдбата решава отново да ги събере и те решават да използват физическата си прилика и да се заменят един друг, за да изживеят едно специално приключение.
Но нищо няма да бъде толкова просто, защото макар Джейк и Блейк да са идентични на външен вид, имат много различни характери.
Джейк е прилежен ученик последна година в гимназията, добър по математика, хипер отговорен, шампион по плуване, щедър и любящ. Блейк, напротив, е успешен поп певец, милионер, егоцентричен, суетен и егоист.
Чрез пакта, който сключват, и двамата ще започнат да живеят живота на другия. Джейк се преструва на Блейк а Блейк се преструва на Джейк.
Поддържането на новата самоличност на близнаците ще бъде причина за обърквания, приключения и романтични каши, които ще ги отведат до откриването на собствената им история.

## Световен разпространител
| Страна                                           | Канал                                     | Премиерна дата    |
| ------------------------------------------------ | ----------------------------------------- | ----------------- |
| Аржентина · Бразилия · Чили · Мексико · Колумбия | Disney Channel Латинска Америка           | 29 ноември 2009   |
| Дания · Финландия · Норвегия · Швеция            | Disney Channel Скандинавия                | 12 април 2010     |
| Испания                                          | Disney Channel Испания                    | 17 май 2010       |
| Италия                                           | Disney Channel Италия                     | 2 юни 2010        |
| Израел                                           | Disney Channel Израел                     | 1 юли 2010        |
| Великобритания                                   | Disney Channel Великобритания             | 26 юли 2010       |
| България                                         | Disney Channel България                   | 16 август 2010    |
| Румъния                                          | Disney Channel Румъния                    | 16 август 2010    |
| Полша                                            | Disney Channel Полша                      | 27 септември 2010 |
| Франция                                          | Disney Channel Франция                    | август 2010       |
| Унгария                                          | Disney Channel Унгария                    | август 2010       |
| Чехия · Словакия                                 | Disney Channel Република Чехия и Словакия | август 2010       |
| САЩ                                              | Disney Channel САЩ                        | октомври 2010     |